# Staffan Dopping
Staffan Ingemar Dopping, född 16 juni 1956 i Oscars församling i Stockholm, är en svensk journalist, kommunikatör och tidigare programledare i TV och radio.

## Biografi
Staffan Dopping är son till Olle Dopping och Kerstin, ogift Carlstedt, samt tvillingbror till Annika Dopping.
Dopping var 18 år när han 1975 började på Journalisthögskolan i Stockholm. Han gjorde sin praktik på regionalradion Stockholmsnytt. Efter det anställdes han vid TT:s radioredaktion. År 1980 började Dopping på Radio Stockholm där han bland annat gjorde programmen Sommarpuls, Storstadspuls och Kaffe med Dopping; 1988 lämnade han men gjorde en kortare comeback i början av 1990-talet. Under ett halvår i slutet av 1984 och början av 1985 var Staffan Dopping också anställd som pressofficer vid 85C, en av de svenska Cypernbataljonerna inom FN-insatsen UNFICYP.
Han ingick i ”Spanarna”, ett inslag i radioprogrammet Metropol. Den första spanarträffen sändes fredagen den 16 september 1988. Efter några flackande år med TV-produktioner som Listan (1987–1988) och Tyck om TV (1989–1990) kom han till nystartade TV4 som kultur- och nöjesreporter. Sveriges Radios samhällsprogram Studio Ett blev en fast punkt för Dopping under flera år runt 1990-talets mitt och 2002–2005. Han har också varit programledare i P1-morgon. Åren 1997–2000 arbetade Staffan Dopping med TV-morgonprogram: först i SVT (Rapport morgon) och från hösten 1999 i Nyhetsmorgon i TV4. Sommaren 2005 lämnade Dopping mediebranschen för en tjänst som informationsdirektör inom Försvarsmakten.

## Informationsdirektör vid Försvarsmakten
Åren 2005–2008 arbetade han vid Försvarsmakten som informationsdirektör med bland annat ansvar för myndighetens varumärke. Under hans tid som informationsdirektör rasade flera stormar med koppling till myndighetens accelererande övergång från invasionsförsvar till insatsförsvar. En av dem gällde förslaget att ersätta Försvarsmaktens heraldiska vapen med en ny symbol utan kunglig krona. Detta skulle ha inneburit att Försvarsmakten blivit den enda uniformsmyndighet som inte hade ett heraldiskt vapen som myndighetssymbol. Dopping fick i samband med detta utstå hård kritik, bland annat från statsheraldikern Henrik Klackenberg vid Riksarkivet, eftersom han formellt ansvarade för varumärket Försvarsmakten. Kritiken avsåg även att det nya "Tre-kronor-märket" drevs fram av ÖB:s informationsavdelning utan att Högkvarterets protokollsavdelning, försvarets egen traditionsnämnd eller personalorganisationerna hade yttrat sig. Bytet beräknades kosta mellan 17 och 50 miljoner kronor. Kritiken blev massiv och förslaget drogs tillbaka.
En annan omdiskuterad fråga var det femåriga värdegrundsprojektet som involverade all personal inklusive värnpliktiga. Uppmärksamhet kring den tidigare chefen för insatsledningen Tony Stigsson och turbulens i samband med tillkomsten av Nordic Battlegroup och ekonomiska utmaningar ledde också till förhöjt fokus kring Försvarsmaktens kommunikation under denna tid. DVD-dokumentären Redo för insats, riktad till all personal och dess familjer, möttes av häftig kritik i början av 2008. Enligt tidningen Resumé var produktionen emellertid en "fullträff".
I september 2008 meddelades att Dopping slutade som informationsdirektör.

## Efter Försvarsmakten
Efter Försvarsmakten arbetade Dopping som frilansande kommunikationskonsult och han blev sedan seniorkonsult vid K-Street Advisors vilket han var till kommunikationsbyråns avveckling i december 2014. Sedan 2015 är han verksam som konsult inom det egna företaget Staffan Dopping AB. I den rollen har han ägnat sig åt flera tjänster med fokus på det talade ordet, bland annat text- och budskapscoach, moderator, medietränare och poddare. En av poddarna som han medverkar i är Podden på tiden tillsammans med Christer Sturmark. Från sommaren 2016 fram till april 2017 hade Dopping en visstidsanställning på Migrationsverkets kommunikationsavdelning, där en av rollerna var medverkan i kommunikationssatsningen MIG Talks, som syftade till ett nyanserat och inkluderande samtal om migration. Dopping skriver också språkkrönikor i Språktidningen.
Staffan Dopping knöts under hösten 2018 till nättidningen Kvartal för att arbeta med valbevakning och han är sedan 2019 anställd på heltid för att bland annat arbeta med poddarna Fredagsintervjun och Veckopanelen.

## Priser
Han har mottagit Sveriges Radios språkpris och Public service-klubbens Ikarospris för sitt programledarskap.

## Övrigt och andra uppdrag
Dopping riktar ibland kritik mot media i allmänhet och public service i synnerhet. Om Sveriges Radio sade han 2015 att "företagskulturen rent allmänt präglas av brist på skarpa kvalitetsdiskussioner och självrannsakan".
Sommaren 2016 blev Staffan Dopping ersättare i Granskningsnämnden för radio och TV, från maj 2017 ordinarie ledamot. Han blev på egen begäran entledigad i mars 2019.